# CSS McRae
CSS McRae – kanonierka śrubowo-żaglowa marynarki Skonfederowanych Stanów Ameryki (Confederate States Navy) z okresu wojny secesyjnej, początkowo meksykański „Marques de la Habana”.

## Historia
Okręt - kanonierka śrubowo-żaglowa, z napędem parowym i ożaglowaniem typu bark, początkowo służył w marynarce Meksyku pod nazwą „Marques de la Habana” (Markiz z Hawany). Jego załoga jednak zbuntowała się i zaczęła uprawiać piractwo. W marcu 1860 „Marques de la Habana” został zdobyty przez amerykański slup wojenny USS „Saratoga”. Po konfiskacie, został wystawiony na sprzedaż.
17 marca 1861 okręt został zakupiony przez rząd Skonfederowanych Stanów Ameryki w Nowym Orleanie i wcielony do marynarki jako CSS „McRae” (w źródłach Unii błędnie identyfikowany czasami jako „General Miramon”). 
Uzbrojenie w służbie Konfederacji stanowiło obrotowe 9-calowe (229 mm) gładkolufowe działo Dahlgrena na pokładzie, 6 dział gładkolufowych 32-funtowych (163 mm) w baterii burtowej (po 3 na burtę) i pościgowe działo 6-funtowe na dziobie.

## Służba podczas wojny secesyjnej
Dowódcą okrętu został porucznik marynarki (Lt.) Thomas B. Huger. Został on przydzielony do flotylli komodora G. Hollinsa, broniącej dolnego biegu Missisipi, czasami (jak w czasie swojej ostatniej bitwy) służąc przy tym jako okręt flagowy Hollinsa. „McRae” służył między innymi do osłony łamaczy blokady w rejonie delty Missisipi. 12 października 1861 wziął udział w starciu zespołu konfederackiego wraz z taranowcem CSS „Manassas” z okrętami Unii wpływającymi na deltę Missisipi, zakończonym uszkodzeniem okrętów Unii i odwrotem obu stron. 
„McRae” walczył następnie podczas obrony fortów Jackson i St. Philip, broniących drogi do Nowego Orleanu, przeciwko przeważającym siłom Unii 24 kwietnia 1862. Był jedynym klasycznym okrętem morskim z artylerią w bateriach burtowych w składzie sił Konfederacji (pozostałe w większości stanowiły uzbrojone w sposób improwizowany parowce). Walcząc z kilkoma okrętami, przede wszystkim silnie uzbrojonymi slupami USS „Brooklyn” i „Iroquois”, „McRae” odniósł ciężkie uszkodzenia i wyrzucił się na brzeg. Zginęło 4 i rannych zostało 17 członków załogi, w tym dowódca, a dowodzenie przejął porucznik marynarki Charles W. Read. Po zdobyciu fortów przez unionistów, uszkodzony „McRae” pod białą flagą rozejmu popłynął 27 kwietnia w górę rzeki do Nowego Orleanu, w ślad za okrętami Unii, transportując tam rannych żołnierzy z fortów. Ponieważ mocno przeciekał i mógł rozwijać jedynie małą prędkość, został 28 kwietnia samozatopiony przy nabrzeżu lub został tam porzucony i zatonął.